# Finska mästerskapet i bandy 1910
 Finska mästerskapet i bandy 1910 avgjordes i cupform. Tre lag deltog.

## Semifinaler
| Lag 1           | Resultat  | Lag 2           |
| --------------- | --------- | --------------- |
| IFK Helsingfors | 9–2 (3-2) | Viipurin Reipas |

## Final
| Lag 1           | Resultat   | Lag 2                        |
| --------------- | ---------- | ---------------------------- |
| IFK Helsingfors | 12–4 (3-3) | Polytekarnas Idrottsförening |

## Slutställning
| Placering | Lag                          |
| --------- | ---------------------------- |
| 1.        | IFK Helsingfors              |
| 2.        | Polytekarnas Idrottsförening |
| 3.        | Viipurin Reipas              |

### Fotnoter
1. ↑  31 januari 1910   Hufvudstadsbladet no 30
2. ↑  14 februari 1910   Åbo Underrättelser no 44